# 斯皮努什鄉
47°12′N 22°12′E / 47.2°N 22.2°E
斯皮努什鄉（羅馬尼亞語：Comuna Spinuș, Bihor），是羅馬尼亞的鄉份，位於該國西北部，由比霍爾縣負責管轄，面積30平方公里，海拔高度128米，2007年人口1,196，人口密度每平方公里40人。